# Oberhersbach
Oberhersbach war eine Hofschaft in der Stadt Halver im Märkischen Kreis im Regierungsbezirk Arnsberg in Nordrhein-Westfalen (Deutschland). Bei dem Bau der Kerspetalsperre wurde Ort zwischen 1910 und 1912 abgetragen. Der Standort des Wohnplatzes liegt heute im Uferbereich der Talsperre unterhalb der Wasserlinie.

## Lage und Beschreibung
Oberhersbach lag auf einer Höhe von 330 m ü. NHN im südlichen Halver an der Stadtgrenze zu Kierspe. Nachbarorte waren Niederhersbach, Schlachtenrade, Voswinkel, Ober- und Niederbommert, Großfastenrath, Ober-, Mittel- und Niederheukelbach und Rönsaler Löh. 

## Geschichte
Oberhersbach wurde erstmals 1392 urkundlich erwähnt, die Entstehungszeit der Siedlung wird aber für den Zeitraum zwischen 1050 und 1200 infolge der Rodungsphase nach der hochmittelalterlichen Territorialbildung vermutet. Der Hof war ein Abspliss der Hofschaften Königsbommert oder Niederbommert.
Um 1500 ist durch Urkunden belegt, dass der Hof Hersbach zur Hälfte dem bergischen Amt Beyenburg abgabenpflichtig war. Die Gerichtsbarkeit des Hofs unterstand einem extra für die bergischen Höfe im ansonsten märkisch beherrschten Kirchspiel Halver bestellten bergischem Richter, was häufig zu Streit mit dem für das Kirchspiel eigentlich zuständigen märkischen Gografen führte.
1818 lebten neun Einwohner im Ort. 1838 gehörte Oberhersbach als Obern-Hersbach der Bommerter Bauerschaft innerhalb der Bürgermeisterei Halver an. Der laut der Ortschafts- und Entfernungs-Tabelle des Regierungs-Bezirks Arnsberg als Hof kategorisierte Ort besaß zu dieser Zeit drei Wohnhäuser, eine Fabrik bzw. Mühle und vier landwirtschaftliche Gebäude. Zu dieser Zeit lebten 27 Einwohner im Ort, allesamt evangelischen Glaubens.
Das Gemeindelexikon für die Provinz Westfalen von 1887 gibt eine Zahl von 34 Einwohnern an, die in fünf Wohnhäusern lebten.
Von 1908 bis 1912 baute die Großstadt Barmen (heute zu Wuppertal) an dem 25 Kilometer entfernten Bach Kerspe eine Trinkwassertalsperre, die mittels Versorgungsstollen bis heute ein Eckpfeiler der Wuppertaler Trinkwasserversorgung ist. Oberhersbach gehörte zu den Ortschaften, die im Rahmen des Talsperrenbaus abgetragen wurden, da sie im Staubereich oder der Gewässerschutzzone I lagen.